# Jasper Joseph

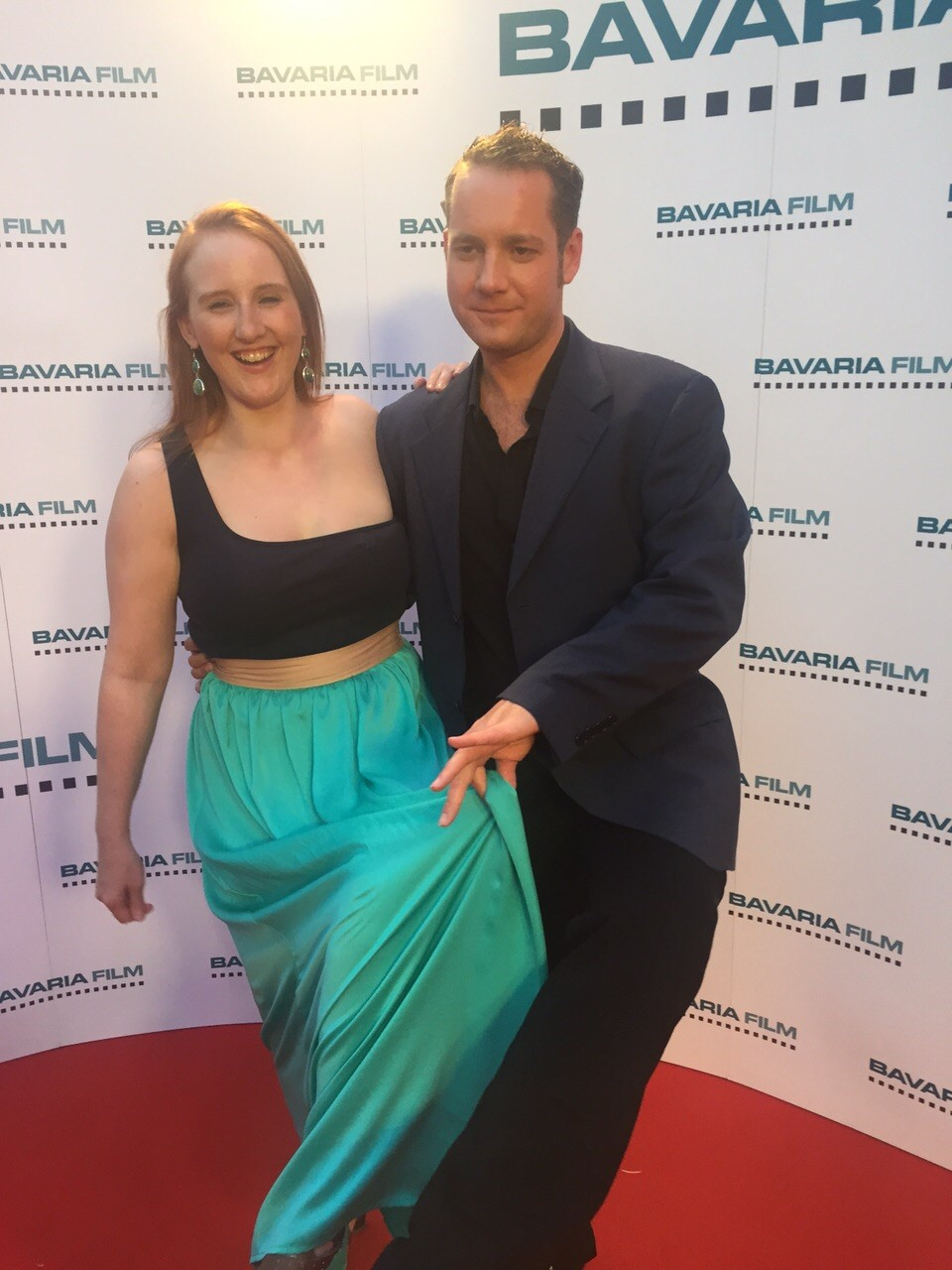
Jasper Joseph zusammen mit Christina Baumer auf dem Münchener Filmfest 2015

Jasper Joseph (* 1982 in Berlin) ist ein deutscher Schauspieler, Regisseur, Produzent und Drehbuchautor.

## Leben
Jasper Joseph wurde 1982 als Kind deutsch-britischer Eltern im damaligen West-Berlin geboren.
Seit frühster Kindheit war er von Filmen verzaubert und wollte Schauspieler werden. Nach seinem dualen Schulabschluss in Berlin und Portland studierte er Schauspiel und Filmwissenschaften von 2003 bis 2006 in Berlin und von 2007 bis 2008 in Los Angeles. Seit seinem Diplom als staatlich anerkannter Schauspieler wirkt er in diversen TV- und Filmproduktionen mit.
Er war in Filmen wie Letzte Ausfahrt West-Berlin (ARD), Venomous (Kino, Kanada) und Kora (Kino, EU) zu sehen, sowie in verschiedenen Serienformaten wie Wilsberg (ZDF), Polizeiruf 110, Gute Zeiten, schlechte Zeiten (RTL).
Des Weiteren engagiert er sich seit Jahren, eigene Produktionen zu verwirklichen, und konnte bereits diverse Projekte als Regisseur, Produzent und Drehbuchautor auf die Leinwand bringen. Sein Film Sicherheitsbedenken wurde bei internationalen Filmfestivals in New York City, Los Angeles, Sapporo (Japan) und Shanghai (Volksrepublik China) gezeigt.
Mit seiner Kollegin Christina Baumer führt er die Produktionsfirma MuteWoodFilms mit Büro in Berlin und München.

## Film
- 2008: Letzte Ausfahrt West-Berlin, ARD-TV-Film
- 2008: Polizeiruf 110, ARD
- 2011: Böse Farm, Sitcom-Pilot
- 2011: Menschlich, Festivalfilm
- 2012: Wilsberg, ZDF-Doppelfolge
- 2013: SOS, Sat.1-Serie
- 2013: Liebe auf Abwegen, Kurzfilm
- 2013/2014: Sicherheitsbedenken, Wettbewerbsfilm
- 2014: Grimmtastic, Pilotserie
- 2014: Eine Hand wäscht die andere, Sat.1-Serie
- 2014: Zwei Männer und ein Baby, Sat.1-Serie
- 2014: Alptraumhochzeit, Sat.1-Serie
- 2015: Venemous, Kinospielfilm (Canada-Germany)
- 2015: KORA, Kinospielfilm (EU)
- 2015: Mila, Sat.1-Serie/Grundy UFA

## Werbung
- 2005: Volkswagen
- 2005: Siemens
- 2013: Real,- & Kino International/Yorck Kino Gruppe
- 2013: Kino International/Yorck Kino Gruppe